# Inga feuilleei
Espèce
Inga feuilleei, appelé pacay en Amérique du Sud, est une espèce de plantes à fleurs dicotylédones de la famille des Fabaceae, sous-famille des Mimosoideae, originaire d'Amérique du sud (en particulier Pérou et Bolivie). Ce sont des arbres cultivés pour leurs longues gousses dont la pulpe est comestible, ou comme arbres d'ombrage dans les plantations notamment de caféiers et de cacaoyers.

## Noms vernaculaires
- pois sucré[2], pois doux, pacayer, pacaye (fruit)[3].

## Étymologie
L'épithète spécifique, « feuilleei », est un hommage à Louis Feuillée (1660-1732), explorateur et botaniste français qui fit plusieurs voyages d'exploration botanique en Amérique centrale et en Amérique du Sud au début du XVIIIe siècle.

## Description
Inga feuilleei est un arbre de taille moyenne, pouvant atteindre 18 mètres de haut,.
Un indumentum de poils pubescents de couleur rouille couvre les jeunes rameaux et le rachis des feuilles et des inflorescences.
Les feuilles, composées pennées, sont composées de 3 à 5 paires de folioles oblongues-elliptiques, avec des folioles terminales de 10 à 20 cm de long.
Les arbres de cette espèce, et d'autres espèces du genre Inga, produisent en abondance des nodosités racinaires qui fixent l'azote atmosphérique, de sorte que ces plantes enrichissent le sol en azote au lieu de l'épuiser, et sont donc avantageuses pour augmenter la fertilité du sol.
L'inflorescence est composée d'épis de 3 cm de long.
Les fruits sont des gousses plates de 20 cm de long ou plus. Ils contiennent une pulpe blanche comestible au goût sucré et à texture tendre qui leur ont valu le nom d’« ice-cream beans » en anglais.

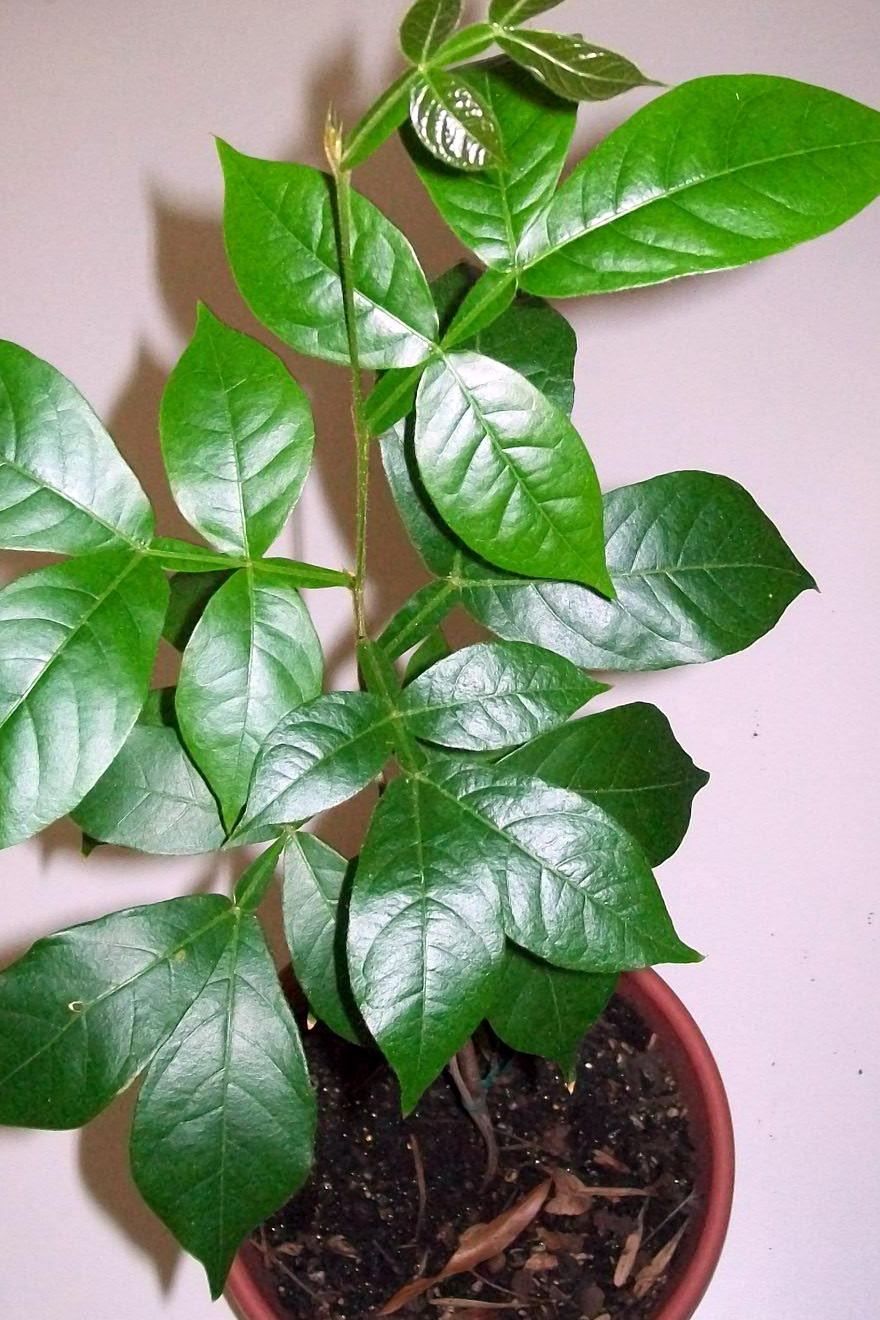
Jeune pousse d'un an.
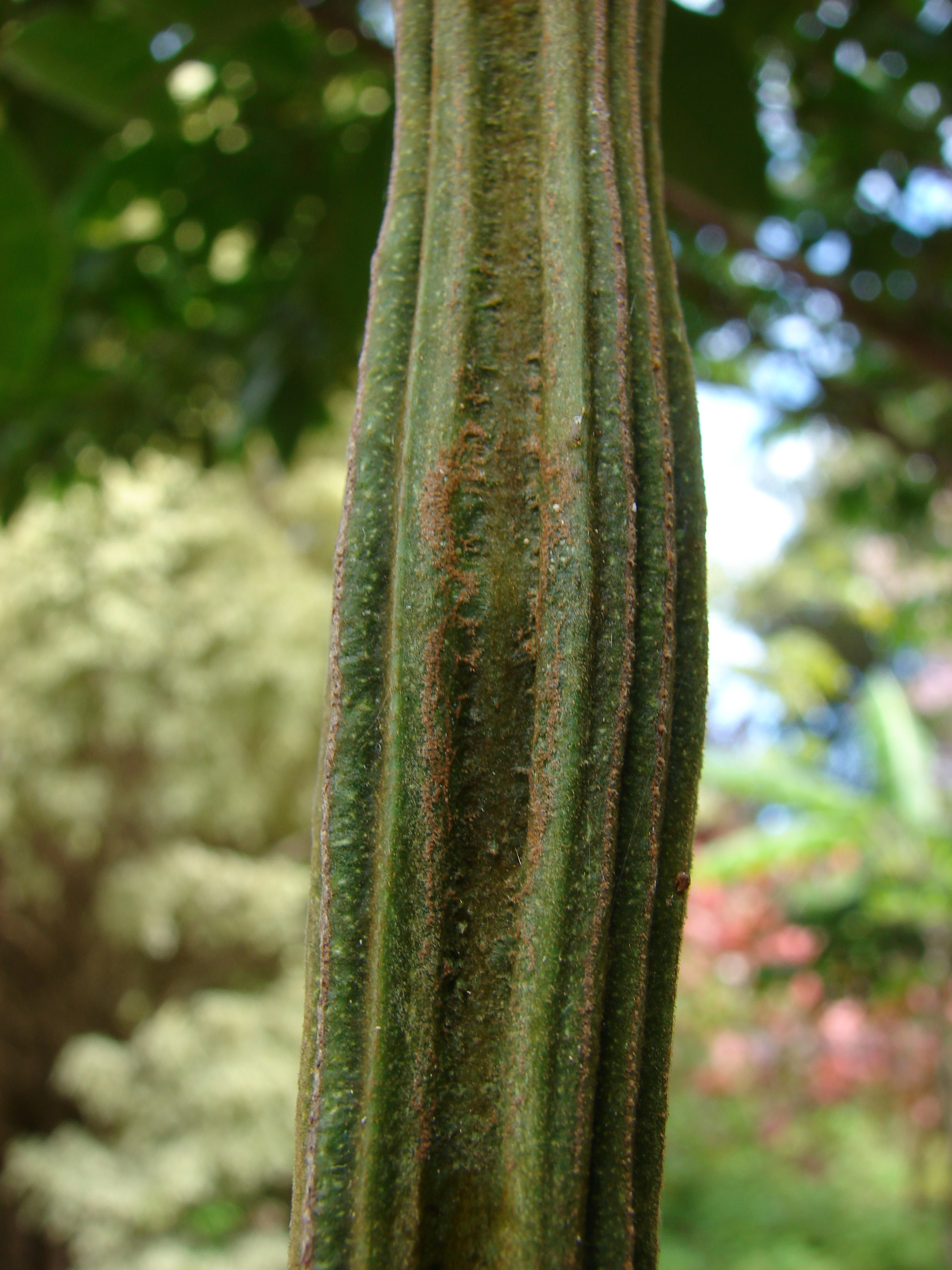
Gousse.
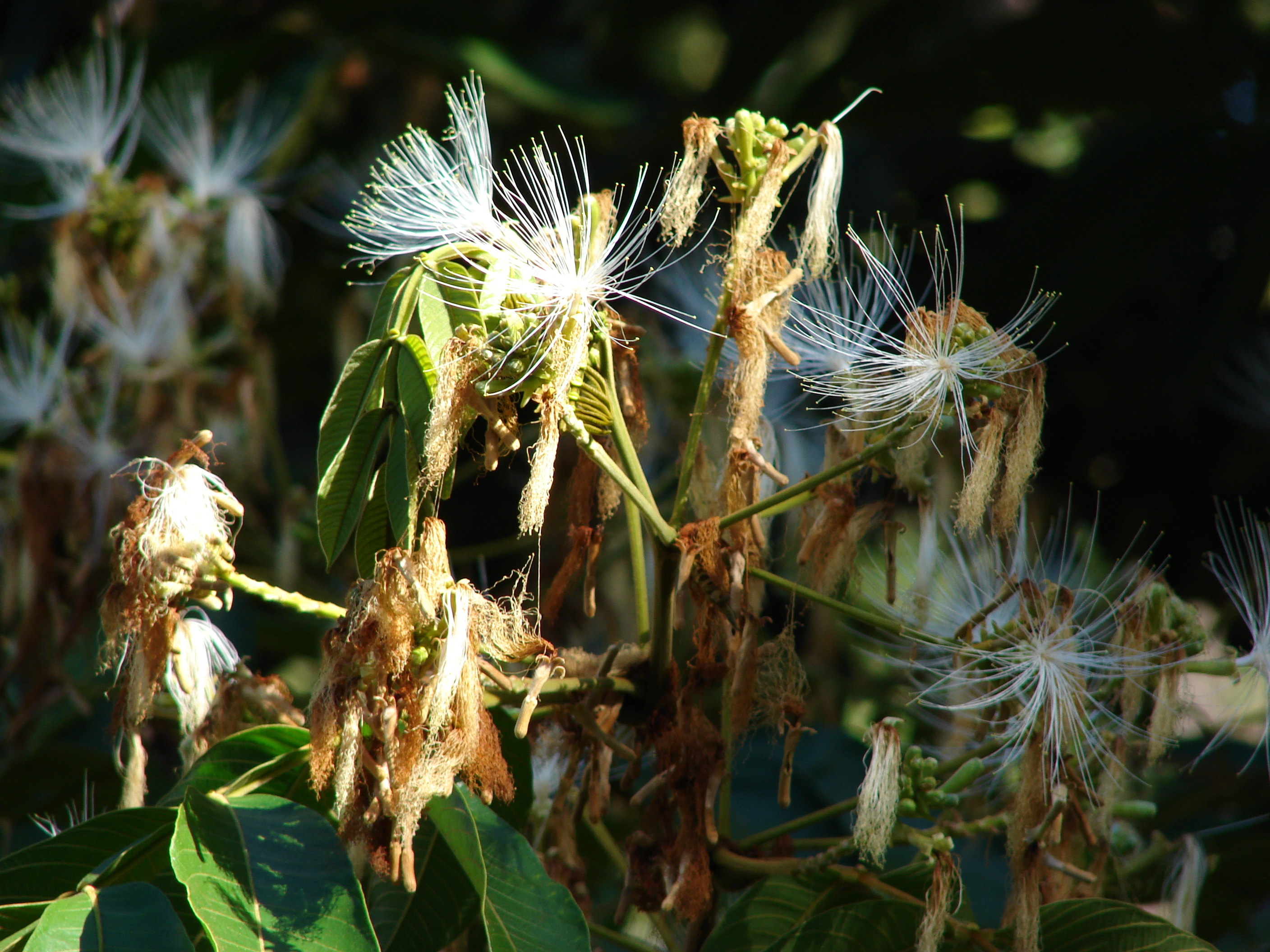
Fleurs.
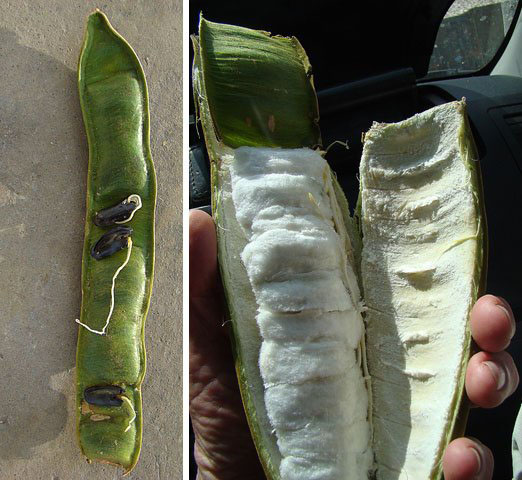
Coupe transversale d'une gousse.
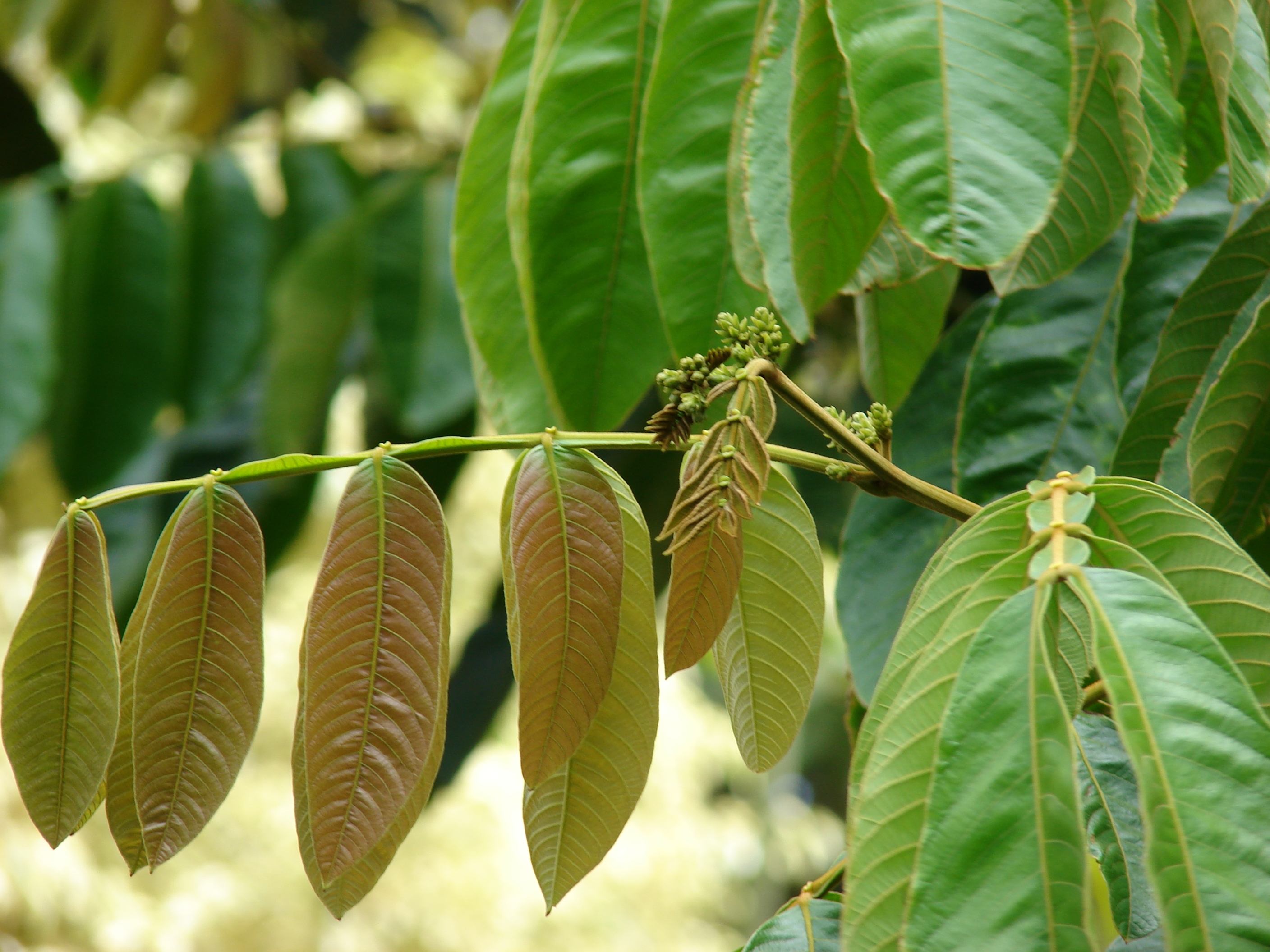
Jeunes feuilles.

A maturité, Inga feuilleei est un arbre qui peut soutenir une température atteignant 30 °C, mais qui soufre à basse température. Il croît généralement près des berges des cours d'eau où il bénéficie d'une irrigation naturelle à longueur d'année.
Les espèces d’Inga sont des arbres sur lesquels on peut compter, qui produisent en abondance et fournissent des aliments dans les périodes difficiles. Avec ces arbres, une famille peut produire de la nourriture sans occuper les terres agricoles utilisées pour les cultures vivrières, car ils peuvent pousser dans des endroits négligés par l'agriculture. Ils se développent rapidement, tolèrent différents types de sols et résistent aux maladies et aux incendies. Ces arbres sont faciles à établir, étendent leur ombre rapidement et fournissent des fruits pendant des années. Les fruits de ces arbres sont tout à fait comestibles et sont souvent consommés localement. Au Mexique, les travailleurs des plantations de café peuvent doubler leur salaire annuel en vendant des gousses d’« Inga » plantés pour ombrager les caféiers. En Amérique centrale, les graines sont cuites et consommées comme légume. Au Mexique, les graines sont grillées et vendues devant les salles de cinéma. Au Costa Rica, où le fruit est connu sous le nom de guaba, il est considéré comme un porte-bonheur.

## Taxinomie
L'espèce Inga feuilleei a été décrite par  Augustin Pyrame de Candolle et publiée en 1825 dans son Prodromus systematis naturalis regni vegetabilis 2: 433.
Dans la nouvelle classification phylogénique des Fabaceae proposée en 2017 par le Legume Phylogeny Working Group (LPWG), Inga feuilleei est classée dans le clade des Mimosoïdes (qui correspond à l'actuele sous-famille des Mimosoideae), sous-famille des Caesalpinioideae.

### Synonymes
Selon Catalogue of Life (6 août 2018) :
- Inga cumingiana Benth.
- Inga edulis sensu auct. (nom mal appliqué)
- Inga feuillei DC.